# Cianuro de amonio
El cianuro de amonio es un compuesto inorgánico con la fórmula NH4CN.

## Usos
El cianuro de amonio se utiliza generalmente en la síntesis orgánica. Al ser inestable, no se envía o se vende comercialmente.

## Preparación
El cianuro de amonio se prepara en solución por borboteo del cianuro de hidrógeno en acuosa de amoníaco a baja temperatura
HCN + NH3(aq) → NH4CN(aq)
Puede prepararse por la reacción del cianuro de calcio y carbonato de amonio:
Ca(CN)2 + (NH4)2CO3 → 2 NH4CN + CaCO3

En estado seco, el cianuro de amonio se hace calentando una mezcla de cianuro de potasio o ferrocianuro de potasio con cloruro de amonio y condensación de los vapores de amonio en cristales de cianuro:
KCN + NH4Cl → NH4CN + KCl

## Reacciones
El cianuro de amonio se descompone en amoniaco y cianuro de hidrógeno; a menudo formando un polímero negro de cianuro de hidrógeno:
NH4CN → NH3 + HCN
Sufre reacciones de doble descomposición en solución con el número de sales metálicas. Reacciona con glioxal produciendo glicina (ácido aminoacético):
NH4CN + (CHO)2 → NH2CH2COOH + HCN
Reacciona con cetonas rindiendo aminonitrilos:
NH4CN + CH3COCH3 → NH2CH2CH2CH2CN + H2O

## Toxicidad
El sólido o su solución es altamente tóxica. Su ingestión puede causar la muerte. La exposición al sólido puede ser perjudicial, ya que se descompone en cianuro de hidrógeno altamente tóxico y en amoniaco.

## Análisis químico
Composición elemental: H 9.15%, C 27.23%, N 63.55%.
El cianuro de amonio puede ser analizada por el calentamiento de la sal y la captura de los productos descompuestos. El cianuro de hidrógeno y el amoniaco en agua a bajas temperaturas. La solución acuosa se analiza para el ion cianuro por el método volumétrico o de electrodos del nitrato de plata; y el amoniaco se mide por titulación o la técnica del electrodo electrodo.